# 翁同爵墓
翁同爵墓，位于中国江苏省苏州常熟市虞山虞山北麓破龙涧之上，为翁同龢二哥、湖北巡抚兼署湖广总督翁同爵（1814—1877）之墓，占地面积300平方米，墓道长25.6米。原有牌坊已毁。1982年11月17日，翁同爵墓公布为常熟市文物保护单位。1984年维修。
　　